# Funa Benkei

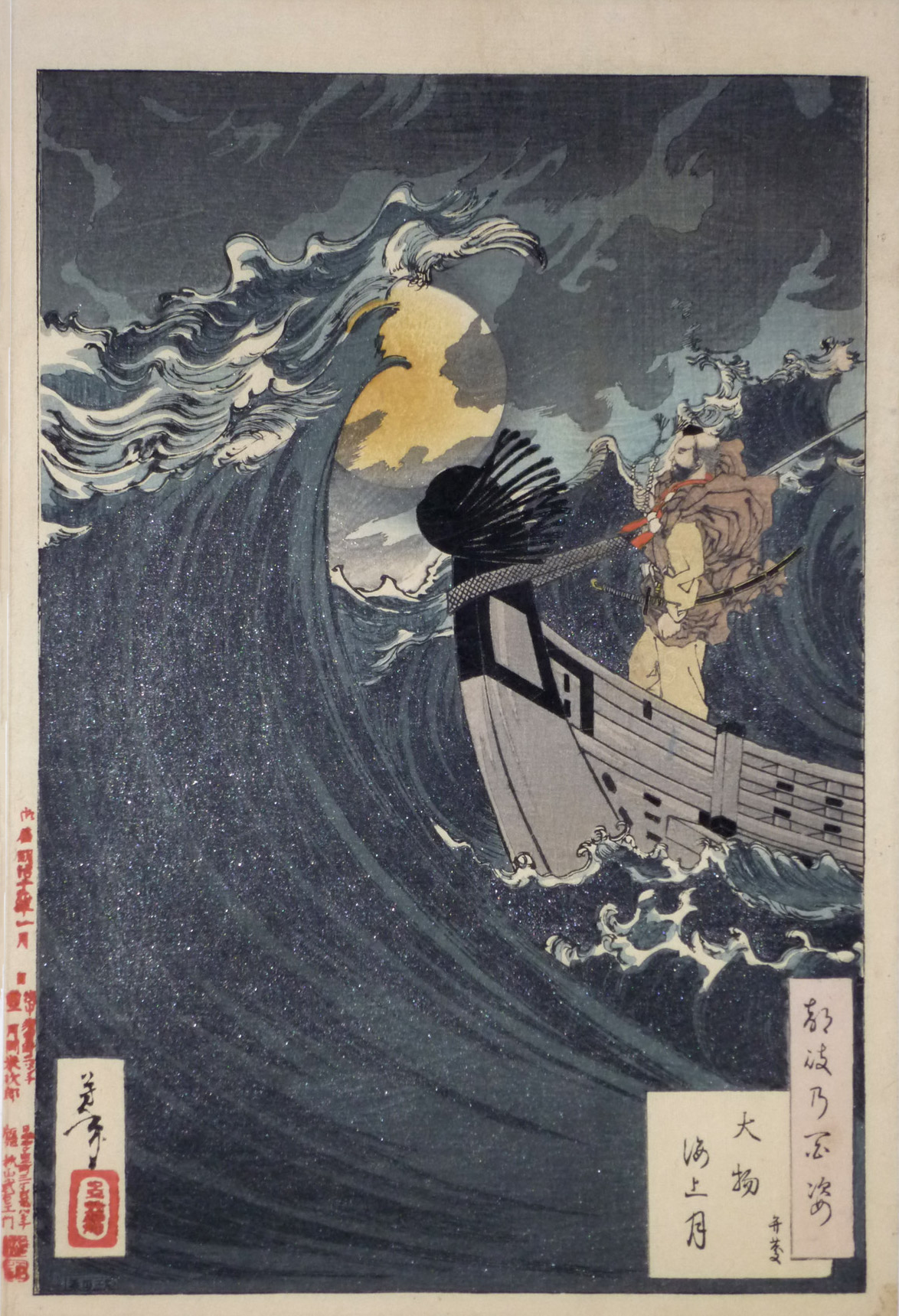
Funa Benkei, di Yoshitoshi

Funa Benkei (Benkei sulla barca) è un'opera teatrale nō giapponese scritta da Kanze Kojirô Nobumitsu e successivamente adattata per il teatro Kabuki da Kawatake Mokuami nel 1885. Andò in scena per la prima volta nel novembre di quell'anno, con protagonista Ichikawa Danjūrō IX.

## Trama
La commedia è ambientata nel periodo della caduta di Minamoto no Yoshitsune, quando suo fratello maggiore Minamoto no Yoritomo, vedendo Yoshitsune come un rivale, lo escluse dalla famiglia reale, nonostante la sua lealtà dimostrata sul campo di battaglia.
Yoshitsune decide di scappare e incontrare il suo servitore Benkei al porto Daimotsu no Ura. Mentre sosta in una locanda lungo il tragittoo, la sua promessa sposa Shizuka inizia a ballare per lui, facendo cadere il suo copricapo durante la danza. Assumendolo come segno di cattivo presagio, lascia Yoshitune e torna a Kyoto.
Yoshitsune continua il suo viaggio il giorno successivo e sale su una barca, dove vengono colpiti da una pericolosa tempesta in mare aperto. In balia delle onde, vengono attaccati dai fantasmi del mare, tra cui Taira no Tomomori. Combattono gli spiriti, ma senza successo. Alla fine, Benkei si rende conto che l'unico modo per sconfiggere uno spirito vendicativo è attraverso la preghiera e in una sequenza catartica la tempesta si dissipa mentre le sue preghiere disperdono gli spiriti ancora inseguitori:
Lasciando nessuna traccia su l’onda spumeggiante»

## Stile
- Yoshitsune è (come sempre) interpretato da un attore bambino.[5]
- Lo sfarzo dell'opera nō è visto come un allontanamento dall'idea tradizionale di Yugen, o bellezza silenziosa e aggraziata,[6] a favore di qualcosa di più espansivo.